# Crataegus pentagyna
Crataegus pentagyna är en rosväxtart. Crataegus pentagyna ingår i Hagtornssläktet som ingår i familjen rosväxter.

## Underarter
Arten delas in i följande underarter:
- C. p. pentagyna
- C. p. pseudomelanocarpa

## Bildgalleri

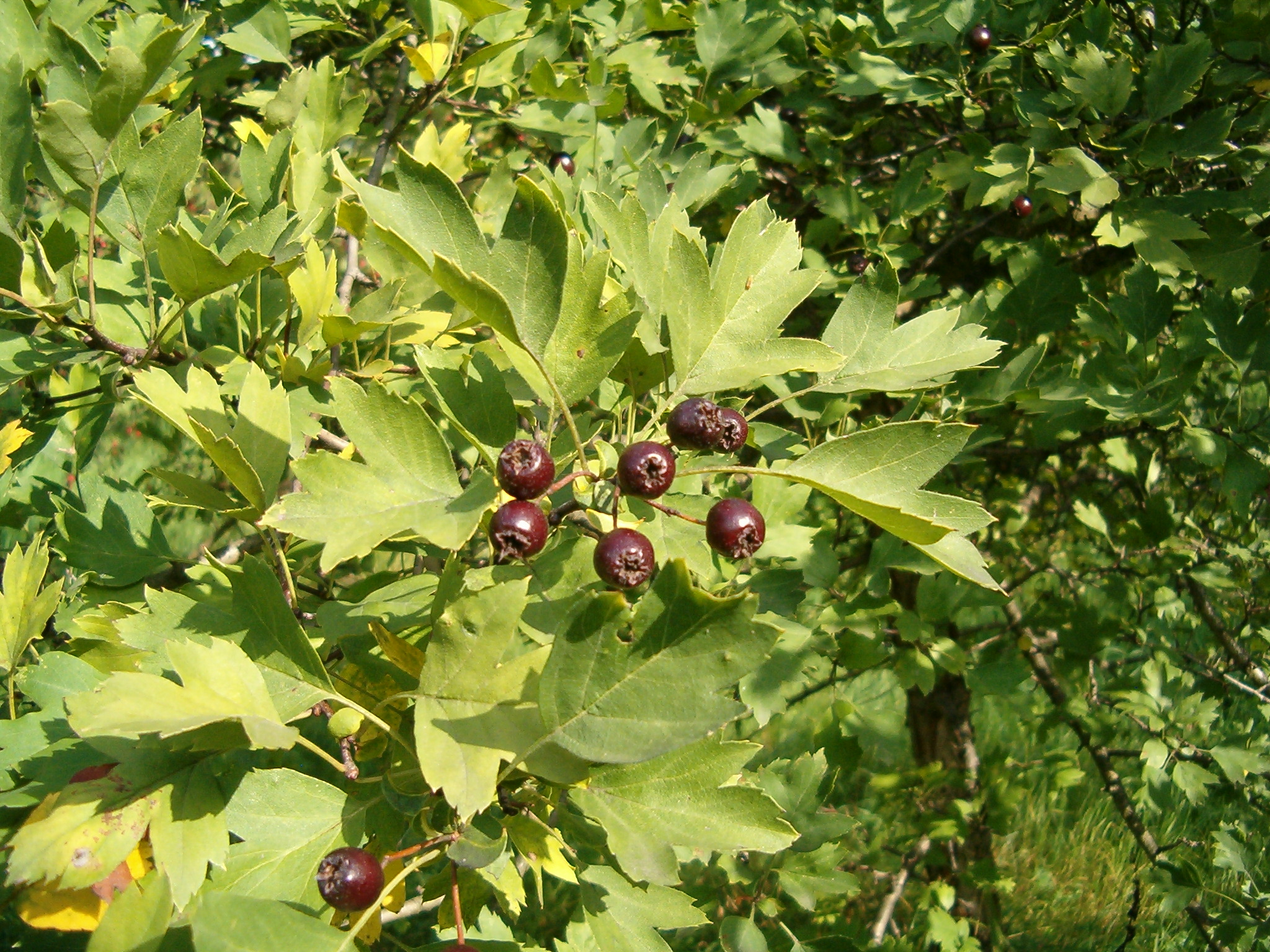
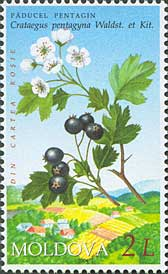